# Баланта, Андрес Фелипе
Андрес Фелипе Баланта Сифуэнтес (исп. Andrés Felipe Balanta Cifuentes; 18 января 2000, Кали — 29 ноября 2022, Сан-Мигель-де-Тукуман) — колумбийский футболист, защитник.

## Клубная карьера
Баланта — воспитанник клуба «Депортиво Кали» из своего родного города. 7 мая 2018 года в матче против «Депортиво Пасто» он дебютировал в чемпионате Колумбии. В 2022 году был арендован аргентинским «Тукуманом».

## Международная карьера
В 2017 году в составе юношеской сборной Колумбии Баланта принял участие в юношеском чемпионате Южной Америки в Чили. На турнире он принял участие в матчах против команд Уругвая, Боливии, Венесуэлы, Бразилии, Парагвая, а также дважды против Эквадора и Чили.
В том же году Баланта принял участие в юношеском чемпионате мира в Индии. На турнире он принял участие в матчах против команд Ганы, Индии, США и Германии.
В том же году Баланта принял участие в молодёжном чемпионате мира в Польше. На турнире он сыграл в матчах против команд Польши, Сенегала, Таити, Новой Зеландии и Украины.

## Смерть
Скончался 29 ноября 2022 года во время тренировки. Причиной смерти стала сердечная недостаточность.
Баланта был похоронен на одном из кладбищ в Кали.